# Jean de Navarre (1530)
Jean de Navarre, prince héritier du royaume de Navarre, est né au château de Blois le 15 juillet 1530, et mort au château d'Alençon 25 décembre 1530.

## Biographie
Second enfant et premier fils des souverains de Navarre Henri II de Navarre et Marguerite d'Angoulême, il est le frère cadet de la princesse Jeanne, née en 1528. Sa naissance se produit au château de Blois à une époque où ses parents résidaient à la cour de France, sa mère étant sœur du roi François Ier de France.
En voyant le jour, Jean de Navarre devient le nouvel héritier du royaume de Navarre et des nombreux territoires qui y sont associés, mais ceci dans un contexte difficile. La Navarre a été en effet envahie et occupée en 1512 par les troupes espagnoles de Ferdinand le Catholique. Après plusieurs campagnes militaires infructueuses, son père Henri II de Navarre est parvenu en 1528?à reconquérir et libérer la Basse-Navarre. La naissance de ce fils lui laisse entrevoir un affermissement futur de la dynastie Albret-Navarre et cela au moment même où a lieu un rapprochement franco-espagnol concrétisé le 7 juillet 1530 par le mariage de François Ier de France et d'Éléonore de Habsbourg, ce qui va à l'encontre d'une éventuelle reconquête de la Navarre.
Pour bien montrer l'illégitimité de l'occupation espagnole en Haute-Navarre, le jeune prince reçoit de son père le titre de prince de Viane (en territoire occupé), titre que ce dernier avait possédé avant son accession au trône.
Les espoirs sont cependant de courte durée car Jean de Navarre décède subitement le 25 décembre 1530 à Alençon, âgé de cinq mois et demi. Il est inhumé dans la sépulture des ducs d'Alençon. Le roi Henri II n'aura pas d'autre enfant après Jean de Navarre.
La sœur ainée de Jean, la princesse Jeanne, redevient alors héritière du royaume de Navarre et montera sur le trône en 1555.